# 盖特河畔圣科隆布
盖特河畔圣科隆布（法語：Sainte-Colombe-sur-Guette）是法国奥德省的一个市镇，属于利穆区（Limoux）阿克萨县（Axat）。该市镇2009年时的人口为46人。

## 人口
盖特河畔圣科隆布人口变化图示
| 数据来源：INSEE |